# Румунський національний рух

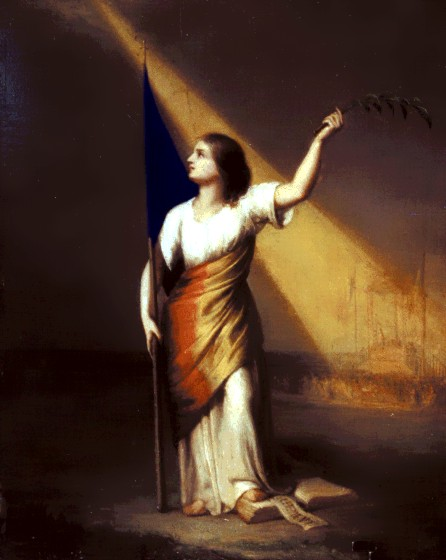
" Румунія, що розриває ланцюги на полі Свободи". Картина К. Д. Розенталя (1850-ті)

Національне відродження в Румунії (рум. Renașterea națională a României) розпочалося у першій половині XIX століття. Румуни почали замислюватись про створення національної держави. Спочатку румуни сподівалися на допомогу Росії, але згодом почали боятися, що Росія, як і Австрійська імперія, захоче анексувати Румунію. Тому лідери румунського національного руху стали шукати допомоги у Західній Європі.

## Визвольний рух
У 1821 відбулося повстання Тудора Володимиреску. Спочатку румуни виступали в союзі з греками, але потім рух Володимиреску набув антигрецької спрямованості. Повстання закінчилося поразкою румунів. У 1829-1834 та 1848-1856 Румунія перебувала під російським протекторатом. Революції 1848 в Дунайських князівствах, спрямовані на незалежність Валахії та Молдови та автономію Трансільванії. Вони також зазнали поразки, але вселили в румунів надію на повалення іноземного панування. Європейські держави не прийшли на допомогу Румунії, і та була змушена діяти проти Османської імперії поодинці.
Після Кримської війни Румунія потрапила під протекторат великих держав. У 1859 Молдавія і Валахія були пов'язані особистим союзом. В обох князівствах на престол сів видатний діяч румунського національного руху Олександру Іоан Куза. Утворилася нова держава - Об'єднане князівство Валахії та Молдови. Трансільванія залишилася під австрійською владою, і хоча в ній більшість населення складали румуни, регіон перебував під жорстким угорським контролем.
У 1861 в Сібіу утворена Трансільванська асоціація літератури та культури румунів під захистом місцевого уряду. Ця організація відіграла важливу роль у пробудженні румунів національної самосвідомості.

## Утворення Румунії
У 1862 утворено князівство Румунія. У 1866 його очолив Кароль I. Наступного року імператор Франц Йосип I передав Трансільванію Угорщині. Згодом, за підсумками Російсько-турецької війни, Румунія стала незалежним королівством.
У 1918 Трансильванія та Бессарабія приєднані до Румунської держави.

## Протидія
Після приєднання Бессарабії до Російської імперії російський уряд почав поступово почав проводити політику зросійщення місцевого румунського населення та створення окремої молдавської ідентичності на противагу румунському національному відродженню, яке ставило собі за мету об'єднання всіх румунських земель в одній державі.